# Weltklasse Zürich

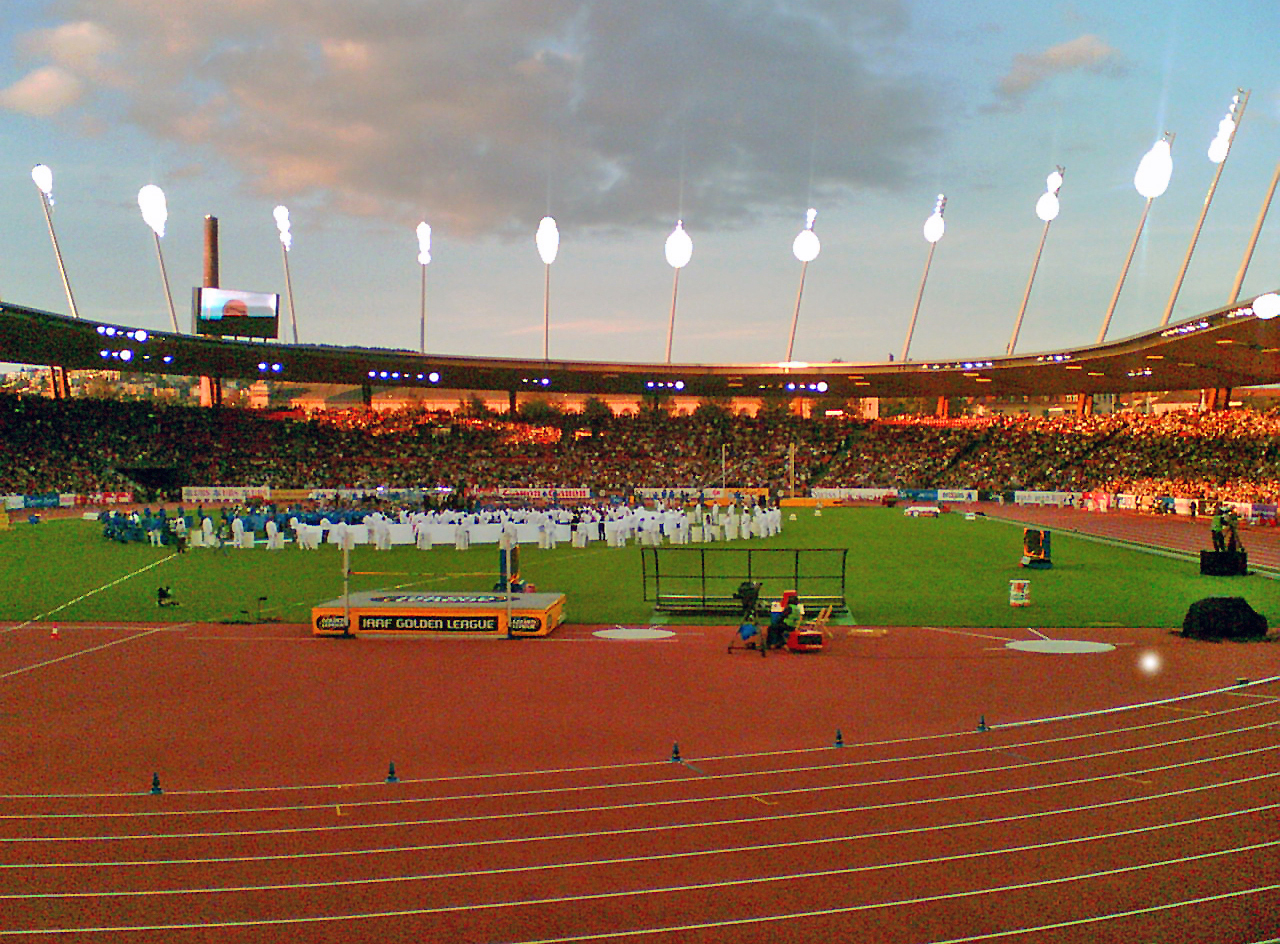
Lo stadio Letzigrund è la sede del meeting Weltklasse

Il Weltklasse Zürich è un meeting di atletica leggera che si tiene annualmente allo stadio Letzigrund di Zurigo, in Svizzera. La manifestazione, la cui prima edizione risale al 12 agosto 1928, è considerata uno dei più prestigiosi eventi dell'atletica mondiale. Fa parte della Diamond League.
Dal 1981, sponsor principale della competizione è UBS, colosso svizzero di private e investment banking attivo a livello mondiale.

## Record mondiali
Nella storia del meeting sono stati registrati ventisei record mondiali migliorati o eguagliati:
| Anno           | Specialità        | Record   | Atleta                                                 | Nazionalità      |
| -------------- | ----------------- | -------- | ------------------------------------------------------ | ---------------- |
| 28 agosto 2009 | Salto con l'asta  | 5.06 m   | Yelena Isinbayeva                                      | Russia           |
| 18 agosto 2006 | 100 m             | 9"77     | Asafa Powell                                           | Giamaica         |
| 13 agosto 1997 | 3000 m siepi      | 7'59"08  | Wilson Boit Kipketer                                   | Kenya            |
| 13 agosto 1997 | 5000 m            | 12'41"86 | Haile Gebrselassie                                     | Etiopia          |
| 13 agosto 1997 | 800 m             | 1'41"24  | Wilson Kipketer                                        | Danimarca        |
| 14 agosto 1996 | Miglio            | 4'12"56  | Svetlana Masterkova                                    | Russia           |
| 16 agosto 1995 | 3000 m siepi      | 7'59"18  | Moses Kiptanui                                         | Kenya            |
| 16 agosto 1995 | 5000 m            | 12'44"39 | Haile Gebrselassie                                     | Etiopia          |
| 19 agosto 1992 | 3000 m siepi      | 8'02"08  | Moses Kiptanui                                         | Kenya            |
| 7 agosto 1991  | Staffetta 4x100 m | 37"67    | Michael Marsh Leroy Burrell Dennis Mitchell Carl Lewis | Stati Uniti      |
| 16 agosto 1989 | 110 m hs          | 12"92    | Roger Kingdom                                          | Stati Uniti      |
| 17 agosto 1988 | 100 m             | 9"93     | Carl Lewis                                             | Stati Uniti      |
| 17 agosto 1988 | 400 m             | 43"29    | Butch Reynolds                                         | Stati Uniti      |
| 21 agosto 1985 | Miglio            | 4'16.71  | Mary Slaney                                            | Stati Uniti      |
| 22 agosto 1984 | 100 m             | 10.76    | Evelyn Ashford                                         | Stati Uniti      |
| 19 agosto 1981 | Miglio            | 3'48.53  | Sebastian Coe                                          | Regno Unito      |
| 19 agosto 1981 | 110 m hs          | 12.93    | Renaldo Nehemiah                                       | Stati Uniti      |
| 13 agosto 1980 | 1500 m            | 3'52.47  | Tatyana Kazankina                                      | Unione Sovietica |
| 15 agosto 1979 | 1500 m            | 3'32.1   | Sebastian Coe                                          | Regno Unito      |
| 20 agosto 1975 | Lancio del disco  | 70.20    | Faïna Mel'nyk                                          | Unione Sovietica |
| 6 luglio 1973  | 110 m hs          | 13.1     | Rod Milburn                                            | Stati Uniti      |
| 4 luglio 1969  | 110 m hs          | 13.2     | Willie Davenport                                       | Stati Uniti      |
| 21 giugno 1960 | 100 m             | 10.0     | Armin Hary                                             | Germania Ovest   |
| 7 luglio 1959  | 200 m hs          | 22.5     | Martin Lauer                                           | Germania Ovest   |
| 7 luglio 1959  | 110 m hs          | 13.2     | Martin Lauer                                           | Germania Ovest   |

## Edizioni
Di seguito la tabella delle ultime edizioni del meeting.
| Anno | Edizione | Circuito                 | Dettagli               |
| ---- | -------- | ------------------------ | ---------------------- |
| 2008 | LXXX     | IAAF Golden League 2008  | Weltklasse Zürich 2008 |
| 2009 | LXXXI    | IAAF Golden League 2009  | Weltklasse Zürich 2009 |
| 2010 | LXXXII   | IAAF Diamond League 2010 | Weltklasse Zürich 2010 |
| 2011 | LXXXIII  | IAAF Diamond League 2011 | Weltklasse Zürich 2011 |
| 2012 | LXXXIV   | IAAF Diamond League 2012 | Weltklasse Zürich 2012 |
| 2013 | LXXXV    | IAAF Diamond League 2013 | Weltklasse Zürich 2013 |
| 2014 | LXXVI    | IAAF Diamond League 2014 | Weltklasse Zürich 2014 |
| 2015 | LXXXVII  | IAAF Diamond League 2015 | Weltklasse Zürich 2015 |
| 2016 | LXXXVIII | IAAF Diamond League 2016 | Weltklasse Zürich 2016 |
| 2017 | LXXXIX   | IAAF Diamond League 2017 | Weltklasse Zürich 2017 |
| 2018 | XC       | IAAF Diamond League 2018 | Weltklasse Zürich 2018 |
| 2019 | XCI      | IAAF Diamond League 2019 | Weltklasse Zürich 2019 |
| 2020 | XCII     | IAAF Diamond League 2020 | Weltklasse Zürich 2020 |
| 2021 | XCIII    | Diamond League 2021      | Weltklasse Zürich 2021 |
| 2022 | XCIV     | Diamond League 2022      | Weltklasse Zürich 2022 |
| 2023 | XCV      | Diamond League 2023      | Weltklasse Zürich 2023 |
| 2024 | XCVI     | Diamond League 2024      | Weltklasse Zürich 2024 |

## Record del meeting

### Uomini
| Specialità             | Record                                                    | Atleta                                                   | Nazionalità           | Data                          | Note  |
| ---------------------- | --------------------------------------------------------- | -------------------------------------------------------- | --------------------- | ----------------------------- | ----- |
| 100 m                  | 9.76 (+1.4 m/s)                                           | Yohan Blake                                              | Giamaica              | 30 agosto 2012                | [ 4 ] |
| 200 m                  | 19.66                                                     | Usain Bolt                                               | Giamaica              | 30 agosto 2012                | [ 5 ] |
| 400 m                  | 43.29                                                     | Butch Reynolds                                           | Stati Uniti           | 17 agosto 1988                |       |
| 800 m                  | 1'41.24                                                   | Wilson Kipketer                                          | Danimarca             | 13 agosto 1997                |       |
| 1500 m                 | 3'26.45                                                   | Hicham El Guerrouj                                       | Marocco               | 12 agosto 1998                |       |
| Miglio                 | 3'45.19                                                   | Noureddine Morceli                                       | Algeria               | 16 agosto 2005                |       |
| 3000 m                 | 7'32.59                                                   | Kenenisa Bekele                                          | Etiopia               | 19 agosto 2005                |       |
| 5000 m                 | 12'41.86                                                  | Haile Gebrselassie                                       | Etiopia               | 13 agosto 1997                |       |
| 110 m hs               | 12.92 (-0.1 m/s)                                          | Roger Kingdom                                            | Stati Uniti           | 16 agosto 1989                |       |
| 200 m hs               | 22.5 (+1.2 m/s)                                           | Martin Lauer                                             | Germania Ovest        | 7 luglio 1959                 |       |
| 400 m hs               | 46.92                                                     | Karsten Warholm                                          | Norvegia              | 29 agosto 2019                |       |
| 3000 m siepi           | 7'56.54                                                   | Saif Saaeed Shaheen                                      | Qatar                 | 18 agosto 2006                |       |
| Salto in alto          | 2.40 m                                                    | Charles Austin                                           | Stati Uniti           | 7 agosto 1991                 |       |
| Salto con l'asta       | 5.95 m                                                    | Igor' Trandenkov                                         | Russia                | 14 agosto 1996                |       |
| Salto in lungo         | 8.65 m (-0.5 m/s)                                         | Juan Miguel Echevarría                                   | Cuba                  | 29 agosto 2019                |       |
| Salto triplo           | 17.79 m (-0.7 m/s)                                        | Jonathan Edwards                                         | Stati Uniti           | 14 agosto 1996                |       |
| Getto del peso         | 22.60 m                                                   | Tomas Walsh                                              | Nuova Zelanda         | 30 agosto 2018                |       |
| Lancio del disco       | 71.12 m                                                   | Virgilijus Alekna                                        | Lituania              | 11 agosto 2000                |       |
| Lancio del martello    | 83.24 m                                                   | Andrey Abduvaliyev                                       | Uzbekistan            | 17 agosto 1994                |       |
| Lancio del giavellotto | 94.42 m (Vecchio giavellotto) 92.28 m (Nuovo giavellotto) | Uwe Hohn Raymond Hecht                                   | Germania Est Germania | 21 agosto 1985 14 agosto 1996 |       |
| Staffetta 4x100 m      | 37.45                                                     | Trell Kimmons Wallace Spearmon Tyson Gay Michael Rodgers | Stati Uniti           | 19 agosto 2010                | [ 6 ] |

### Donne
| Specialità             | Record                                                    | Atleta                                                                      | Nazionalità          | Data                            | Note  |
| ---------------------- | --------------------------------------------------------- | --------------------------------------------------------------------------- | -------------------- | ------------------------------- | ----- |
| 100 m                  | 10.76 (+1.7 m/s)                                          | Evelyn Ashford                                                              | Stati Uniti          | 22 agosto 1984                  |       |
| 200 m                  | 21.66                                                     | Merlene Ottey                                                               | Giamaica             | 15 agosto 1990                  |       |
| 400 m                  | 48.86                                                     | Jarmila Kratochvílová                                                       | Cecoslovacchia       | 18 agosto 1982                  |       |
| 800 m                  | 1'55.19                                                   | Maria Mutola                                                                | Mozambico            | 17 agosto 1994                  |       |
| 1500 m                 | 3'55.60                                                   | Sureyya Ayhan-Kop                                                           | Turchia              | 15 agosto 2003                  |       |
| Miglio                 | 4'12.56                                                   | Svetlana Masterkova                                                         | Russia               | 14 agosto 1996                  |       |
| 3000 m                 | 8'23.26                                                   | Olga Yegorova                                                               | Russia               | 17 agosto 2001                  |       |
| 5000 m                 | 14'30.10                                                  | Vivian Cheruiyot                                                            | Kenya                | 8 settembre 2011                |       |
| 100 m hs               | 12.39 (-0.7 m/s)                                          | Gail Devers                                                                 | Stati Uniti          | 11 agosto 2000                  |       |
| 400 m hs               | 52.84                                                     | Kim Batten                                                                  | Stati Uniti          | 12 agosto 1998                  |       |
| 3000 m siepi           | 9'24.97                                                   | Etenesh Diro Neda                                                           | Etiopia              | 30 agosto 2012                  | [ 7 ] |
| Salto in alto          | 2.04 m                                                    | Blanka Vlašić                                                               | Croazia              | 7 settembre 2007                |       |
| Salto in alto          | 2.04 m                                                    | Venelina Mateeva                                                            | Bulgaria             | 18 agosto 2006                  |       |
| Salto in alto          | 2.04 m                                                    | Hestrie Cloete                                                              | Sudafrica            | 6 agosto 2004                   |       |
| Salto con l'asta       | 5.06 m                                                    | Yelena Isinbayeva                                                           | Russia               | 28 agosto 2009                  |       |
| Salto in lungo         | 7.39 m (+0.3 m/s)                                         | Heike Drechsler                                                             | Germania Est         | 21 agosto 1985                  |       |
| Salto triplo           | 15.03 m (0.0 m/s)                                         | Anna Biryukova                                                              | Russia               | 16 agosto 1995                  |       |
| Getto del peso         | 20.81 m                                                   | Valerie Adams                                                               | Nuova Zelanda        | 30 agosto 2012                  | [ 8 ] |
| Lancio del disco       | 66.58 m                                                   | Ellina Zvereva                                                              | Bielorussia          | 17 agosto 1994                  |       |
| Lancio del giavellotto | 71.18 m (Vecchio giavellotto) 69.57 m (Nuovo giavellotto) | Natalya Shikolenko Christina Obergföll                                      | Bielorussia Germania | 16 agosto 1995 8 settembre 2011 | [ 9 ] |
| Staffetta 4x100 m      | 42.98                                                     | Štěpánka Sokolová Radislava Šoborová Taťána Kocembová Jarmila Kratochvílová | Rep. Ceca            | 18 agosto 1982                  |       |